# Takeo Kuwabara (philologue)
Kuwabara Takeo (桑原 武夫); né le 10 mai 1904 à Tsuruga préfecture de Fukui et décédé le 10 avril 1988, est un théoricien de la littérature et traducteur japonais.

## Biographie
Fils du sinologue Jitsuzō Kuwabara, il étudie la culture et la littérature française à l'université de Kyoto. De 1943 à 1948, il est professeur à l'université du Tōhoku, puis à l'université de Kyoto. Il traduit entre autres des œuvres de Stendhal et Alain, et publie en outre, des écrits sur la littérature japonaise. 

## Distinctions
En 1951, il est couronné du prix Mainichi de la culture pour son ouvrage Rousseau kenkyū (« Étude sur Rousseau »). En 1974 il est distingué par le prix Asahi. En 1979, il est désigné personne de mérite culturel (bunka kōrōsha).

## Héritage
En 1998, le « prix des arts et des sciences Takeo Kuwabara » (桑原武夫学芸賞) est créé en son honneur.

## Source de la traduction
- (de) Cet article est partiellement ou en totalité issu de l’article de Wikipédia en allemand intitulé « Kuwabara Takeo » (voir la liste des auteurs).